# 完全不連結群
数学において、完全非連結群(totally disconnected group)とは完全非連結な位相群のことである。 完全非連結群はハウスドルフである。
局所コンパクトな完全非連結群（td-型の群、 局所副有限群、t.d.群, TDLC群などと呼ばれる)は興味深い対象である。完全非連結群がコンパクトである場合、すなわち副有限群である場合については十分に研究されてきたが、長い間その一般的な場合である局所コンパクトな完全非連結群についてはあまり知られていなかった。1930年代では「局所コンパクトな完全非連結群はコンパクト開部分群をもつ」というvan Dantzigの定理が知られているのみであった。 局所コンパクトな完全非連結群に関する画期的な業績は1994年になされた;George Willsは、任意の局所コンパクト完全非連結群は"整然部分群"と、"スケール関数"と呼ばれる整然部分群の自己同型写像上の特殊な関数（定義は後述）を持つことを示し、これによって局所的な完全非連結群の構造に関する知識が向上した。完全非連結群の大域的な構造に関する進歩は2011年にCapraceとMonodによって得られ、その中でも特性単純群とそのネーター群の分類は際立ったものである。

## 局所コンパクトの場合
局所コンパクト完全非連結群において、単位元の任意の近傍はコンパクト開部分群を含む。逆に、位相群Gが「単位元の任意の近傍がコンパクト開部分群を含む」という条件を満たすとき、Gは局所コンパクト完全非連結群である。

### 整然部分群
Gを局所コンパクト完全非連結群、UをGのコンパクト開部分群、自己同型とする。
次のように定める:
{\displaystyle U_{+}=\bigcap _{n\geq 0}\alpha ^{n}(U)}
{\displaystyle U_{-}=\bigcap _{n\geq 0}\alpha ^{-n}(U)}
{\displaystyle U_{++}=\bigcup _{n\geq 0}\alpha ^{n}(U_{+})}
{\displaystyle U_{--}=\bigcup _{n\geq 0}\alpha ^{-n}(U_{-})}
U が整然 (tidy) であるとは、{\displaystyle U=U_{+}U_{-}=U_{-}U_{+}}と{\displaystyle U_{++}}と{\displaystyle U_{--}}が閉であることをいう。

### スケール関数
{\displaystyle U_{+}}における{\displaystyle \alpha (U_{+})}の指数は有限であり、その値は{\displaystyle \alpha }に関して整然なUの取り方によらない。したがってスケール関数{\displaystyle s(\alpha )}をその指数と定める。内部自己同型写像への制限は興味深い性質をもつG上の関数を与える。
特に、G上の{\displaystyle x}の内部自己同型を{\displaystyle \alpha _{x}}として{\displaystyle s(x):=s(\alpha _{x})}によってG上の関数{\displaystyle s}を与えると次の性質をもつ。

#### 性質
- {\displaystyle s}は連続である。
- xがGのコンパクト元ならば{\displaystyle s(x)=1}である。
- {\displaystyle n}が非負整数ならば{\displaystyle s(x^{n})=s(x)^{n}}が成り立つ。
- G上のモジュラー関数は{\displaystyle \Delta (x)=s(x)s(x^{-1})^{-1}}で与えられる。

### 計算と応用
スケール関数はHofmannとMukherjaによる予想の証明やHelge Glöcknerによるp進リー群や局所斜体上の線形群の明示的な計算に用いられた。

## 注記
1. ↑   & Cartier 1979, §1.1.
2. ↑  Bushnell & Henniart 2006, §1.1.
3. ↑  Borel & Wallach 2000, Chapter X.
4. ↑  p 進体上の簡約代数群の admissible 表現論入門